# 玉川口站
玉川口站（日语：／ Tamagawaguchi eki */?）是位於山形縣西置賜郡小國町大字小渡，東日本旅客鐵道（JR東日本）米坂線的鐵路車站（廢站）。

## 歷史
- 1936年（昭和11年）8月31日 - 米坂線小國站至越後金丸站之間開通（全線開通），此站啟用[4][3]。當時為一般車站[1]。
- 1940年（昭和15年）3月5日 - 發生米坂線雪崩直撃事故（日语：米坂線雪崩直撃事故）。最近發生地點的車站玉川口站站長與鏟雪工人趕到了現場[5]。
- 1972年（昭和47年）10月2日 - 結束貨運業務[1]。
- 1975年（昭和50年）12月1日 - 結束行李起卸業務[6]。同時成為無人車站[7]。
- 1987年（昭和62年）4月1日 - 伴隨國鐵分割民營化，車站由東日本旅客鐵道（JR東日本）營運[1]。
- 1995年（平成7年）12月1日 - 由於客量減少，此站與同線的花立站一同廢除[1][2]。成為JR東日本內除了轉由第三部門鐵路公司經營的車站外，首兩座廢站。在廢除前一年度，每日的平均客量不足1人[2]。在廢站前一刻，許多普通列車通過此站，每日只有2個往返班次停靠。

## 車站構造
在車站啟用當初已經可進行列車交會。截至1993年（平成5年），只有米澤一方向坂町一方前進的左邊月台（舊下行月台）還在使用，車站只剩下1面1線的單式月台。

月台上設有站舍。

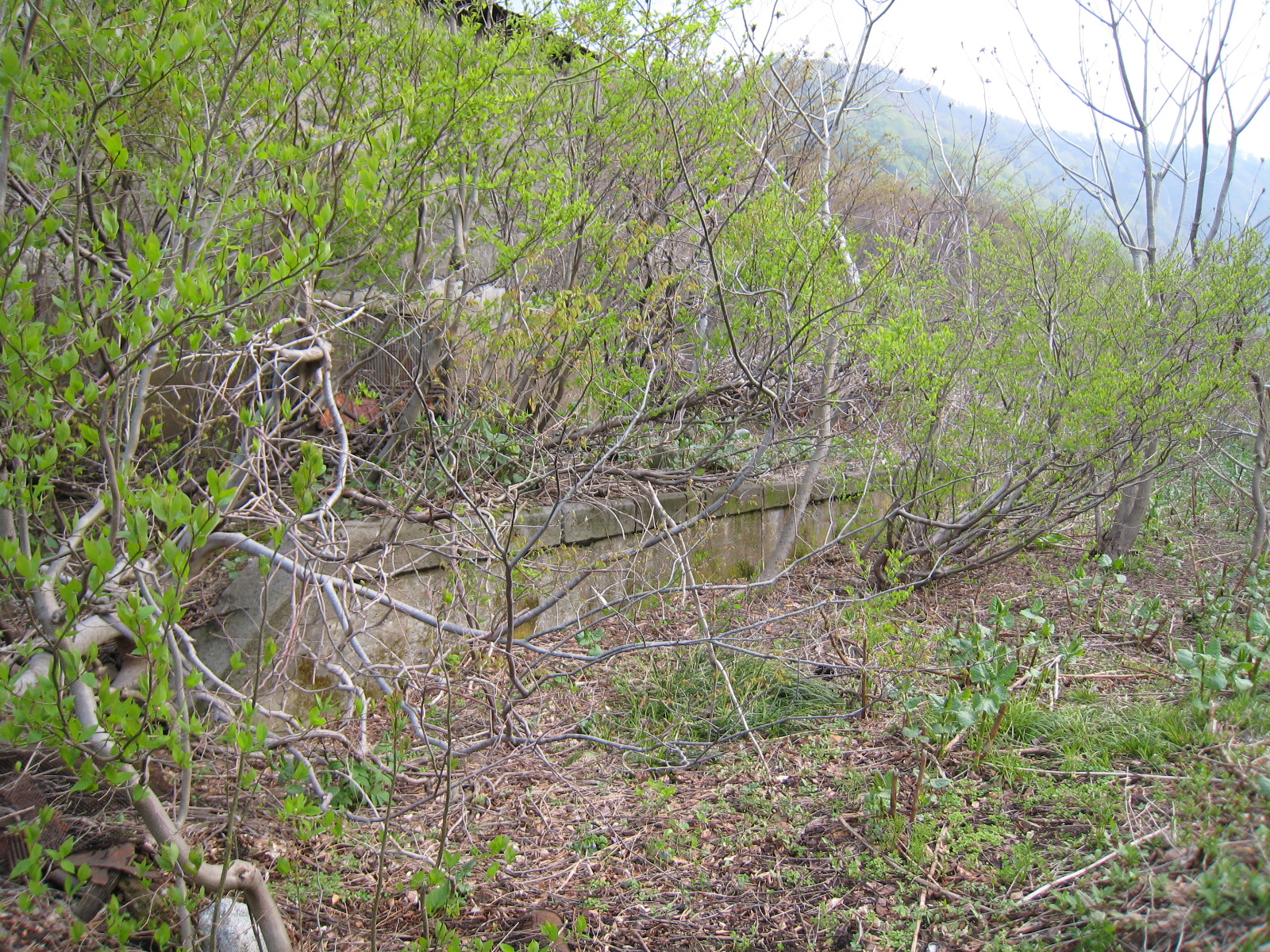
舊上行月台遺跡
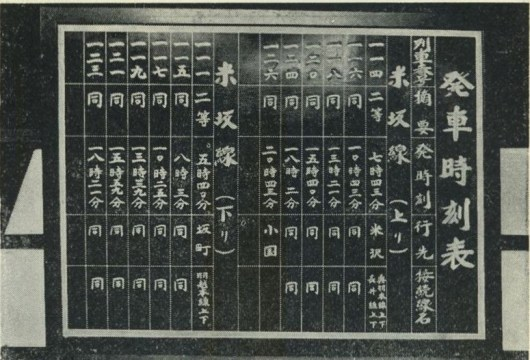
1962年玉川口站出發時間表。上下行各6班。

## 車站周邊
- 荒川（日语：荒川 (羽越)）
- 國道113號（日语：国道113号）
- 米坂線雪崩直撃事故（日语：米坂線雪崩直撃事故）慰靈碑

此站至JR巴士東北小國線（1995年〔平成7年〕取消）之間的通道成為連接飯豐山登山口的通道。

## 相鄰車站
東日本旅客鐵道
■米坂線
小國－玉川口－越後金丸

## 注腳
1. 1 2 3 4 5 6  石野哲 (编).  初版. JTB. 1998-10-01: 543–544. ISBN 978-4-533-02980-6 （日语）.
2. 1 2 3  . . ジェー・アール・アール. 1996-07-01: 183. ISBN 4-88283-117-1 （日语）.
3. 1 2 3 4 5  宮脇俊三; 原田勝正. 二見康生 , 编. . JR・私鉄各駅停車. 小学館. 1993-09-20: 93. ISBN 4-09-395403-8 （日语）.
4. ↑  大藏省印刷局 (编). . 官報 (國立國會圖書館數碼化收藏). 1936-08-28, (2898)  [2024-04-07]. （原始内容存档于2023-01-02） （日语）.
5. ↑  救援現場に雪崩続く《東京日日新聞》（昭和15年3月7日夕刊）《昭和ニュース辞典第7巻 昭和14年-昭和16年》p758 昭和ニュース事典編纂委員会 毎日コミュニケーションズ刊 1994年
6. ↑  . 官報. 1975-11-29 （日语）.
7. ↑  . 鐵道公報 (日本國有鐵道總裁室文書課). 1975-11-29: 3 （日语）.